# Élisabeth de Danemark (1524-1586)
 (août 2024).
Ne doit pas être confondu avec Élisabeth de Danemark (1485-1555), Élisabeth de Danemark (1573-1626) ou Élisabeth de Danemark.
Titres
Duchesse consort de Mecklembourg-Schwerin
26 août 1543 – 28 janvier 1550
(6 ans, 5 mois et 2 jours)
Duchesse consort de Mecklembourg-Güstrow
14 février 1556 – 15 octobre 1586
(30 ans, 8 mois et 1 jour)
Élisabeth de Danemark  (en danois : Elisabeth af Danmark og Norge), née le 14 août 1524 et décédée à Gedser (royaume de Danemark et de Norvège) le 15 octobre 1586, est la fille du roi Frédéric Ier de Danemark et de Sophie de Poméranie, elle fut duchesse consort de Mecklembourg-Schwerin puis de Mecklembourg-Güstrow.

## Biographie
Après la mort de son père en 1533, elle fut élevée à la cour du roi Christian III de Danemark et Norvège. Elle devient duchesse consort de Mecklembourg-Schwerin à la suite de son mariage le 26 août 1543 avec Magnus III de Mecklembourg-Schwerin. Leur mariage resta stérile et son époux décéda en 1550.
Après le décès de son mari, Élisabeth retourna au Danemark.
En 1556, elle épousa en secondes noces Ulrich, duc de Mecklembourg-Güstrow. De cette union naquit Sophie, qui par son mariage avec Frédéric II de Danemark et Norvège devint reine consort de Danemark et de Norvège.
Elle est morte lors d'un voyage pour rencontrer sa fille Sophie à Gedser (Seeland) et fut enterrée dans la cathédrale de Güstrow.